# Библијска школа у Лесковцу
Библијска школа у Лесковцу почела је са радом октобра месеца 2014. године,  под покровитељством Библијског друштва Србије, а са благословом Епископа нишког др Јована. Часови се одржавају сваког четвртка, у сали конака саборне цркве у Лесковцу.
Већина полазника је православне вероисповести, али то није правило. Тако су се 28. јуна, на Видовдан, на крају семестра када се деле дипломе, међу дипломиранима нашли и један пентакостални Ром, припадник адвентистичке заједнице и припадница римокатоличке цркве.
Библијска школа у Лесковцу обавља своје активности на подручју архијерејских намесништава лесковачког првог, лесковачког другог и власотиначког. Школу, од оснивања, води протојереј Мирослав Јовановић, који заједно са локалним теолозима организује предавања. Осим њих, полазницима Библијске школе су предавања имала прилику да држе звучна имена из света библистике. Посредством Библијског друштва Србије, један од њих је био и протојереј-ставрофор проф. др Драган Милин, као и протођакон др Радомир Ракић. Отац Радомир је, иначе, заједно са генералним секретаром Библијског друштва Србије госпођом Вером Митић, један од иницијатора стварања Библијске школе у Лесковцу.
Захваљујући сарадњи са Библијским институтом, који ради при Православном богословском факултету у Београду, програм и предавачи у Библијској школи постају све стручнији и озбиљнији.